# Star Wars: Rogue Squadron
Vous lisez un « bon article » labellisé en 2016.
Star Wars: Rogue Squadron (intitulé Star Wars: Rogue Squadron 3D sur PC, ou simplement Rogue Squadron) est un jeu vidéo de type simulateur de vol spatial au gameplay orienté arcade, codéveloppé par Factor 5 et LucasArts. Il est le premier jeu de la série Rogue Squadron dans l'univers Star Wars. Il est édité par LucasArts sur PC (Windows), et coédité avec Nintendo sur Nintendo 64 en décembre 1998. Rogue Squadron est l'un des premiers jeux à utiliser l'Expansion Pak de la Nintendo 64, ce qui lui permet de bénéficier d'une résolution de 640 × 480 au lieu de 320 × 240. Le jeu s’inspire du comics Star Wars: X-wing Rogue Squadron et prend place entre les événements des films Star Wars, épisode IV : Un nouvel espoir et Star Wars, épisode V : L'Empire contre-attaque. Le joueur contrôle Luke Skywalker, commandant de l'escadron Rogue composé de l'élite des pilotes de vaisseaux spatiaux X-wing. Il combat l'Empire galactique à travers seize missions réparties sur diverses planètes.
Le développement du jeu est lancé à la suite du succès rencontré par le jeu Star Wars: Shadows of the Empire sur Nintendo 64. Son gameplay s’inspire d’ailleurs d'un niveau de celui-ci dans lequel le joueur contrôle un snowspeeder lors de la bataille de Hoth (au début du film L'Empire contre-attaque). Son moteur de jeu, qui permet de générer des terrains de grande taille, est créé par Factor 5 qui développe également ses propres pilotes sonores afin de proposer quatre-vingt minutes de son stéréo.
À sa sortie, Rogue Squadron est globalement bien accueilli par la presse spécialisée. Les critiques saluent sa maniabilité ainsi que ses qualités techniques mais regrettent l’absence d’un mode multijoueur et l'utilisation trop fréquente d'un brouillard de distance. Le jeu franchit le million d’exemplaires vendus en août 1999, ce qui dépasse les attentes des développeurs. Le jeu bénéficie de deux suites sur GameCube, Star Wars: Rogue Squadron II - Rogue Leader et Star Wars: Rogue Squadron III - Rebel Strike, ainsi que d'une suite spirituelle, Star Wars: Battle for Naboo, publiée sur PC (Windows) et Nintendo 64.

## Trame

### Contexte
Star Wars: Rogue Squadron se déroule dans l'univers de Star Wars au moment où la guerre fait rage entre le maléfique Empire galactique et l'Alliance rebelle qui tente de le renverser. Les quinze premiers niveaux du jeu se déroulent six mois après la bataille de Yavin, qui se déroule dans le film Un nouvel espoir, et avant les événements de L'Empire contre-attaque. Alors que l'Empire réunit ses forces pour une attaque totale contre les forces rebelles, Luke Skywalker et Wedge Antilles forment l'escadron Rogue, un groupe composé de douze des meilleurs pilotes de vaisseaux X-wing de l'Alliance.
Le seizième et dernier niveau a lieu six ans après la bataille d'Endor, qui se déroule dans Star Wars, épisode VI : Le Retour du Jedi et en même temps que les événements du comics L’Empire des ténèbres. L'Alliance a établi la Nouvelle République qui contrôle les trois-quarts de la galaxie. Après la mort de l'empereur Palpatine et de son disciple Dark Vador, l'Empire galactique s'est effondré, mais est en voie de reconstruction sous les ordres d'un mystérieux chef (qui est en fait le clone de Palpatine). L'escadron Rogue, désormais sous les ordres de Wedge Antilles, continue à combattre l'Empire pour protéger la Nouvelle République.
À la suite du rachat de la licence Star Wars par The Walt Disney Company, en octobre 2012, le scénario du jeu Star Wars: Rogue Squadron ne fait plus partie du canon officiel. Il est regroupé sous l’appellation « Star Wars Légendes » avec les autres produits dérivés créés antérieurement au rachat.

### Résumé
L'histoire est divisée en quatre chapitres, chacun d'entre eux est introduit par un texte défilant typique des films Star Wars. D'autres détails du scénario sont présentés dans le manuel d'instruction du jeu, alors que les briefings de missions, les conversations entre les personnages le sont durant le jeu et les scènes cinématiques. Le jeu commence en 1 ap. BY par une rencontre fortuite entre l'escadron Rogue et des soldats de l'Empire au port spatial de Mos Eisley sur la planète Tatooine. L'escadron est ensuite chargé de missions d'escorte et de sauvetage respectivement sur les planètes Barkhesh et Chorax.
Les Rebelles apprennent que l'officier impérial Crix Madine veut quitter l'Empire pour rejoindre l'Alliance. L'Empire déclenche alors une attaque sur la planète Corellia, où Madine se trouve, pour empêcher sa fuite. L'escadron Rogue, avec l'assistance des contrebandiers Han Solo et Chewbacca à bord du vaisseau Faucon Millenium, triomphe des forces de l'Empire et parvient à exfiltrer Madine de la planète. Un peu plus tard, l'escadron Rogue est rejoint par l'escadron Or, un groupe de Y-wings désormais dirigé par Crix Madine. Ils sont déployés sur la lune de Gerrard V pour aider les habitants à gagner leur indépendance face à l'Empire. Ils combattent et défont le 128e escadron, composé d'intercepteurs TIE menés par la lieutenant Kasan Moor,. Cette dernière, faite prisonnière, propose de rejoindre les Rebelles et de leur fournir des renseignements.
Grâce à ces informations, l'Alliance lance trois attaques consécutives contre des bases impériales à travers la galaxie. Après un assaut contre un complexe militaire sur la planète Kile 2 servant aux opérations navales de l'Empire, Wedge Antilles est pris en embuscade par un groupe de TIE, puis il est fait prisonnier,. L'Alliance rebelle le localise dans le complexe pénitentiaire impérial de Kessel. Les membres restants de l'escadron Rogue viennent le secourir et le sauvent, ainsi que d'autres prisonniers rebelles.
À la suite de la libération de Wedge Antilles, l'escadron Rogue retrouve toute sa force et l'Alliance porte maintenant son attention sur une nouvelle menace impériale : le moff Kohl Seerdon. Seerdon renforce sa puissance dans le but d'attaquer Thyferra, une planète qui produit du bacta, une substance de soin stratégique. L'escadron Rogue doit empêcher cette attaque grâce à des escarmouches sur les planètes Taloraan et Fest. En représailles, Seerdon prend une ville en otage sur la planète Chandrila. L'Alliance contre-attaque en prenant d'assaut une base impériale située à l'intérieur d'un volcan sur la planète Sullust. Toujours sur Sullust, le général Rieekan informe les pilotes que le moff a utilisé l'attaque pour faire diversion et lancer ses troupes sur Thyferra. L'escadron Rogue part donc sauver la planète et parvient à tuer Seerdon.
Dans le chapitre final, le scénario se déroule plus tard, six ans après la bataille d'Endor, en 10 ap. BY. L'escadron Rogue, sous les ordres de Wedge Antilles, continue à combattre les dernières troupes de l'Empire. Sur Mon Cala, de nouvelles armes impériales appelées « dévastateurs de mondes » sont en train de détruire la planète. L'escadron Rogue parvient à annihiler cette nouvelle menace.

## Système de jeu

### Généralités
Contrairement aux jeux de la série Star Wars: X-wing qui sont des simulateurs de vol spatial, Rogue Squadron propose un gameplay de combat aérien rapide, typé arcade, centré sur l'action plutôt que la simulation. L'action se déroule à la surface de multiples planètes de l'univers Star Wars. Le joueur pilote différents vaisseaux et doit détruire des appareils ennemis en l'air ou au sol ainsi que des infrastructures, dans des niveaux six fois plus grands que ceux de Star Wars: Shadows of the Empire. Les déplacements sont libres, et ne sont pas guidés sur rail à la manière d'un rail shooter ; cependant, lorsque le joueur approche la limite du niveau, un demi-tour est automatiquement effectué,.
Chacun des seize niveaux comporte une série de missions que le joueur doit remplir pour accéder au niveau suivant. Ces objectifs sont séparés en quatre types : protection (ou escorte), sauvetage, destruction et localisation (ou reconnaissance). Au cours de chacune d'entre elles, un sous-objectif est proposé au joueur. La flotte ennemie est principalement composée de chasseurs TIE. Les défenses au sol incluent des Transports de Reconnaissance Tout-Terrain (TR-TT), des Transports Blindés Tout Terrain (TB-TT), des tourelles laser et lance-missiles, des tanks, des droïdes-sondes, des navettes, des stormtroopers et des speeder bikes. Le joueur peut effectuer ses missions en profitant de l'aide d'autres pilotes de l'escadron Rogue contrôlés par une intelligence artificielle.

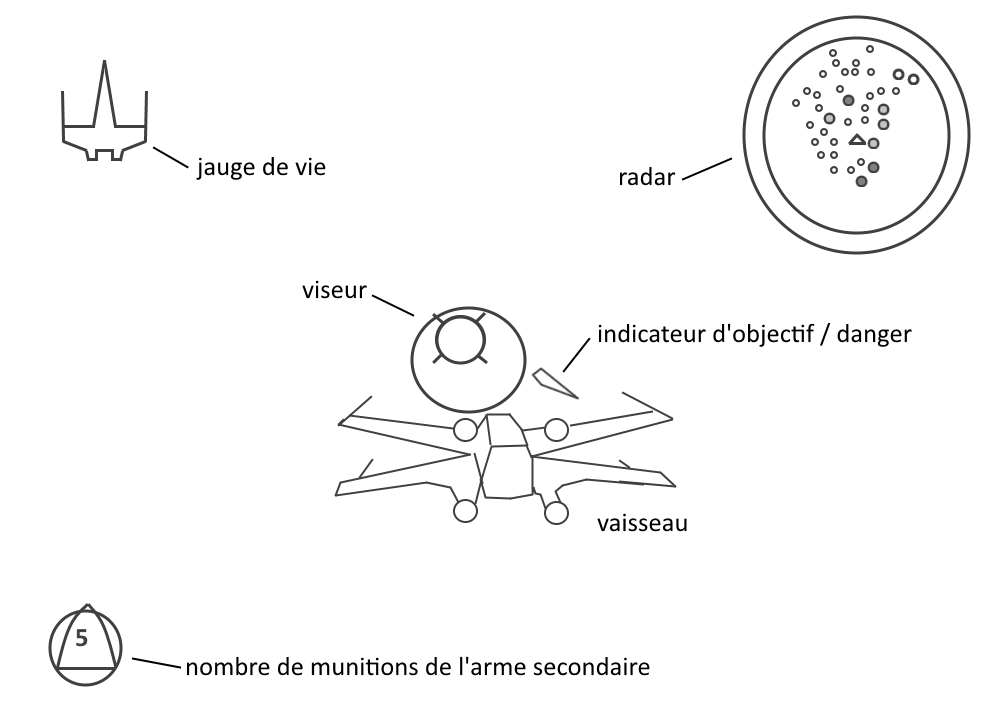
Représentation de l'interface du jeu.

Les différents niveaux reproduisent la géographie de planètes de l'univers Star Wars, comme Mon Cala, ou Tatooine. Les niveaux proposent toute une panoplie de reliefs comme des collines, des canyons, des tranchées, des forêts, des régions volcaniques et tous les environnements visibles dans les films de la série,.
L'affichage tête haute se compose d'une jauge de vie, d'un radar et d'un compteur de munitions pour les armes secondaires. Le joueur peut prendre le contrôle de cinq appareils : le X-wing, le A-Wing, le Y-Wing, le snowspeeder et le V-Wing. Chaque vaisseau propose un système d'armement propre (deux tirs différents) ainsi que divers degrés de vitesse et de manœuvrabilité. Au départ, le jeu contraint le joueur à utiliser un appareil donné pour chaque niveau ; néanmoins, une fois le niveau terminé, il peut être rejoué avec n'importe lequel. Certains niveaux se déroulent sur des lunes sans atmosphère, le vaisseau est donc dans l'espace. Le snowspeeder et le V-Wing qui sont des vaisseaux à répulsion ne sont donc pas utilisés. Bien que ces niveaux se jouent dans l'espace, les vaisseaux sont confinés entre le sol et une hauteur donnée. Neuf améliorations bonus sont cachées dans les différents niveaux du jeu. Ces bonus permettent d'améliorer les armes ou la résistance des appareils jusqu'à la fin du jeu.
La performance du joueur est évaluée à la fin de chaque niveau par un score basé sur différents critères notés par trois niveaux de médaille. Les critères sont au nombre de cinq : temps de complétion, nombre d'ennemis détruits, précision du tir, nombre de vaisseaux amis restants et bâtiments protégés. Si la performance du joueur atteint les scores requis dans les cinq critères, il reçoit une médaille en bronze, en argent ou en or. Obtenir des médailles permet au joueur de gagner des grades et aide à débloquer du contenu caché.

### Contenu caché
Le jeu intègre trois niveaux cachés qui peuvent être débloqués grâce aux médailles ou par mot de passe. Beggar's Canyon est une course mentionnée dans Star Wars, épisode IV : Un nouvel espoir dans lequel le joueur contrôle un Skyhopper, The Death Star Trench Run reprend la scène de l'assaut final dans le même film et Battle of Hoth reprend la bataille au début de Star Wars, épisode V : L'Empire contre-attaque.
Deux vaisseaux peuvent être débloqués : le Faucon Millenium et l'intercepteur TIE. Le TR-TT peut être joué dans un niveau de démonstration. La voiture Buick Electra 225 de 1969 peut également être pilotée, il s'agit d'un easter egg (c'est la voiture du sound designer Rudolph Stember). Ils sont déblocables à l'aide d'un mot de passe.
Le jeu, en développement alors que le film Star Wars, épisode I : La Menace fantôme va sortir, pousse l'équipe à intégrer un chasseur Naboo dans le jeu. Mais cette option est tenue secrète : la plupart de l'équipe de développement n'est pas au courant. Un système de brouillage est mis en place pour qu'il ne soit pas révélé par les systèmes de triche tels que GameShark ou Action Replay. Le code est révélé six mois après la sortie du jeu, ce qui en fait l'un des codes les mieux cachés de la Nintendo 64.

## Développement
Après le succès de Star Wars: Shadows of the Empire sur Nintendo 64 en 1996, LucasArts en planifie une suite. Satisfait de leurs précédentes collaborations avec les développeurs du studio Factor 5, LucasArts refait appel à ces derniers et décide d’utiliser le moteur de jeu, spécialement conçu pour générer des terrains de grande taille, qu’ils développent à l’époque. Pour concevoir le gameplay du jeu, ils s'inspirent d'un niveau de Shadows of the Empire, dans lequel le joueur contrôle un snowspeeder durant la bataille de Hoth. D'après Brett Tosti, le directeur de production de Factor 5, les retours sur ce niveau sont en effet très positifs et de nombreuses personnes leur demandent « Pourquoi [ils ne font pas] un jeu complet comme ça ? ». Le premier concept imaginé par Factor 5 permet au joueur de revivre les meilleures scènes d'action des films Star Wars. Cette proposition est cependant rejetée par Lucasfilm qui n'est, à l'époque, pas emballé par l'idée de produire des jeux directement inspirés des films. Rogue Squadron ne comporte aucun combat spatial, et toutes les missions se déroulent à la surface de planètes de l'univers Star Wars. Tosti explique que l'équipe aurait facilement pu créer un niveau dans l'espace, mais la diversité des lieux, des décors, permet d'amener beaucoup plus de diversité dans le type de missions, les ennemis proposés et les actions à effectuer.

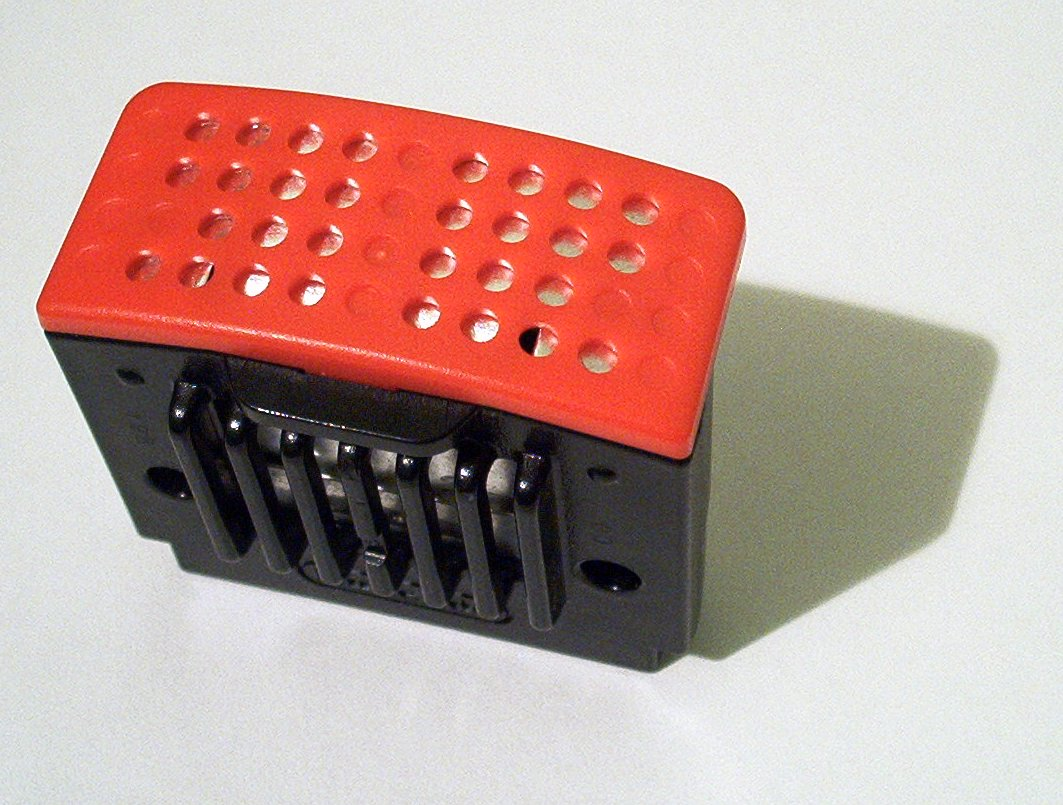
L'Expansion Pak de la Nintendo 64 permet d'afficher le jeu dans une résolution plus haute.

Durant les premières étapes du développement, les designers de LucasArts s'inspirent du roman L'Escadron Rogue, puis du comics Star Wars: X-wing Rogue Squadron situés dans la même temporalité que la première trilogie. Ils commencent à élaborer le gameplay et le scénario. Au départ, l'idée est d'inclure les personnages des films dans des missions originales utilisant le moteur de Factor 5. En 1998, une démo du jeu est présentée à l'E3, celle-ci propose un jeu tellement en amont de la production, que Tosti la considère comme une démo technique. Elle est rendue avec un champ de hauteur basique et un TB-TT immobile, tandis que des chasseurs TIE (dépourvus d'intelligence artificielle à ce stade) volent et tirent selon des trajectoires prédéterminées. En présentant la démo au public, Tosti suit un plan de vol très précis pour donner l'illusion qu'il combat réellement les chasseurs TIE. Malgré cette présentation très primaire, le retour du public est enthousiaste.
Factor 5 demande l'autorisation à Nintendo d'utiliser l'Expansion Pak, la nouvelle extension de mémoire de la Nintendo 64. Nintendo, réticent, souhaite réserver cette technologie pour améliorer les performances de périphériques matériels (des accessoires comme le Nintendo 64DD par exemple). Toutefois, profitant du fait qu'Iguana Entertainment l'ait utilisé pour afficher Turok 2: Seeds of Evil dans une résolution plus haute, Factor 5 est autorisé à faire de même. Ainsi, la résolution d'affichage de Rogue Squadron sur la console est augmentée de 320 × 240 à 640 × 480 pixels,.
Lucasfilm est hésitant à donner accès à la bibliothèque d'effets sonores de Star Wars au designer sonore du jeu, Rudolph Stember. Comme compromis, Lucasfilm livre des sons échantillonnés à un taux assez bas de 22 kHz, la moitié du standard habituel. ce dont Stember se plaint : les sons sont de moins bonne qualité que ceux qu'ils ont enregistrés depuis les cassettes VHS des films pour un précédent projet Star Wars. Le jeu inclut un doublage, réalisé notamment par Olivia Hussey, Raphael Sbarge, Bob Bergen, Neil Ross et Terence McGovern. Au lieu d'utiliser les pilotes sonores Nintendo, Factor 5 développe son propre outil appelé MOsys FX Surround. Les pilotes de Factor 5 utilisent les processeurs de la Nintendo 64, mais sollicitent moins de ressources. Des techniques de compression avancées sont également mises en place. Ainsi, le jeu peut proposer 80 minutes de son stéréo,.
En novembre 1998, un mois avant la sortie du jeu, LucasArts signe un contrat mondial avec Nintendo pour la réalisation de trois nouveaux jeux Star Wars. Ce contrat garantit à Nintendo les droits exclusifs de distribution pour une durée de cinq ans. Rogue Squadron est le premier titre concerné par le contrat.

## Accueil

### Critiques
Star Wars: Rogue Squadron est globalement bien accueilli par la presse spécialisée. De nombreuses critiques le comparent avec l'une de ses inspirations, le niveau du jeu Star Wars: Shadows of the Empire se déroulant sur Hoth, qui est considéré comme l'un de ses meilleurs passages,. GamePro note que Rogue Squadron « améliore la modélisation du vol avec des mécaniques de tangage, de roulis et de virages réalistes ». IGN loue l'intégration « d'améliorations, de plus d'ennemis, d'un meilleur son et de graphismes de seconde génération éblouissants ». La version Nintendo 64 reçoit des critiques généralement positives, Star Wars: Rogue Squadron totalise des moyennes de notes de 85 % sur GameRankings et Metacritic,. Gamepro le cite comme l'un des meilleurs jeux de 1998. Dans une rétrospective de 2008, Levi Buchanan d'IGN note que le jeu a relancé la licence Star Wars sur console grâce à un gameplay bien dosé, une histoire faisant corps avec le canon de l'univers et des graphismes qui en font « l'une des bombes de la génération ».
Le gameplay de Star Wars: Rogue Squadron n'est pas considéré comme révolutionnaire mais est efficace, ce que signale notamment IGN. Lightman de Jeuxvideo.com souligne une bonne maniabilité et des vaisseaux aux caractéristiques propres. Ryan Mac Donald de GameSpot évoque la variété des niveaux, qui permet au rythme du jeu de rester « frais et excitant ».
L'aspect technique du jeu reçoit de nombreuses louanges. En résolution standard, les graphismes sont jugés « respectables » par les journalistes d'IGN, mais ils sont encensés en mode haute résolution, grâce à l'Expansion Pak. Pour GameSpot, « [que ce soit] les textures des paysages, des vaisseaux ou les effets de lumière ; tout est plus beau ». Peer Schneider d'IGN va plus loin : « Après avoir joué dans le mode optionnel de haute résolution (640 × 480) une fois, il est impossible de retourner à la résolution standard pourtant honorable ». Citant des détails comme les emblèmes rebelles, les droïdes astromécanos, les vues cockpits et les échappements de flammes, Schneider qualifie les modèles 3D des vaisseaux de « superbes ». Vince de Consoles + trouve le jeu « beau et riche en décors ». Selon Matt Casamassina d'IGN, Rogue Squadron est le plus beau jeu Nintendo 64 qu'il ait vu à ce moment-là, avis que partage Lightman de Jeuxvideo.com.
Les critiques apprécient également la bande sonore du jeu. Rogue Squadron propose 40 minutes de voix et 40 minutes de musique, gérées par les nouveaux pilotes audio de Factor 5. Ryan Mac Donald de GameSpot pense que l'ajout extensif de voix donne une atmosphère « cinématographique » au jeu. IGN souligne qu'en plus d'être techniquement impressionnant, le son multicanal Dolby Pro Logic est un élément important pour le gameplay. Le son permet au joueur de déterminer les positions des ennemis et, ainsi, de s'orienter plus facilement dans l'espace. IGN récompense le jeu de trois prix pour l'année 1998 : meilleurs effets sonores, meilleures voix et meilleur son.
Cependant, en ce qui concerne le gameplay, Lightman de Jeuxvideo.com regrette que certains vaisseaux soient plus difficiles à manœuvrer et Brad Cook d'AllGame pense que la jouabilité de type arcade pourrait déplaire à certains joueurs. Il déplore également l'absence de véritables batailles spatiales. Des critiques se plaignent également de certains éléments graphiques, notamment l'usage trop important du brouillard de distance,. Une autre critique commune est le manque de modes multijoueur. Dans sa critique, GamePro estime que cette omission est « sérieuse, un péché impardonnable ». Schneider d'IGN pense que ces modes auraient pu augmenter la rejouabilité de Rogue Squadron, mais que le jeu est quand même appréciable sur ce point grâce au système de médailles et aux secrets à débloquer. Lightman de Jeuxvideo.com regrette l'absence de doublage français par Ubisoft qui édite le jeu sur le territoire. Gia de Consoles + regrette pour sa part la quasi-obligation de devoir utiliser l'Expansion Pak pour profiter pleinement du jeu, ce qui fait augmenter le prix de l'expérience (400 francs pour le jeu et 200 pour le pack de RAM). Malgré une critique positive, le journaliste estime par ailleurs que le « tapage fait autour de ce jeu est bien démesuré par rapport au résultat final ».
La version PC, qui est pourtant à peu près identique, totalise une moyenne de notes inférieure à celle de la Nintendo 64 sur GameRankings. Si les critiques apprécient cette version pour son gameplay, elles évoquent en effet des problèmes de maniabilité et sont moins enthousiastes concernant ses graphismes. Ainsi, en comparant les deux versions, le journaliste Brad Cook du site AllGame note que la maniabilité est moins instinctive dans la version PC. De son côté, la critique d'IGN juge les graphismes de celle-ci « peu spectaculaires » par rapport aux productions de l'époque sur cette plate-forme.

### Récompenses
Star Wars: Rogue Squadron obtient l'Origins Award du meilleur jeu d'action sur ordinateur en 1998. Le jeu est également nommé aux Interactive Achievement Awards 1999 dans la catégorie du meilleur jeu de l'année.

### Ventes
Lors de sa sortie début décembre 1998, Rogue Squadron fait le second meilleur démarrage de la Nintendo 64 sur la première moitié du mois (derrière The Legend of Zelda: Ocarina of Time) et de la période de Noël. La sortie du jeu est reportée après les fêtes au Royaume-Uni et sort à la mi-janvier, où il parvient également à faire le second meilleur démarrage sur un mois derrière Ocarina of Time. En août 1999, Nintendo intègre le titre dans son label de best-sellers Choix des joueurs. En mai 2001, c'est la version PC qui rejoint le label LucasArts Archive de l'éditeur. Le producteur du jeu, Julian Eggebrecht, estime le succès de Rogue Squadron inattendu, qui se serait selon lui, vendu « environ 100 fois plus que n'importe qui ne l'avait prédit ». La version Nintendo 64 se vend à plus d'un million d'exemplaires aux États-Unis et à 44 000 exemplaires au Japon.

## Réédition et suites
La version Windows du jeu est rééditée sur GOG.com en janvier 2015 et sur Steam en mars 2016. Selon le site Steam Spy, en septembre 2017, environ 170 000 utilisateurs de Steam possède le titre.
Le jeu connaît deux suites sur GameCube. La première, intitulée Star Wars: Rogue Squadron II - Rogue Leader, sort en novembre 2001 aux États-Unis, puis en mai 2002 en Europe. Elle profite de graphismes nouvelle génération, d'une dizaine de nouvelles missions et d'un système d'ordres. Cet épisode reçoit de très bonnes critiques et obtient un score agrégé de 90,04 % sur GameRankings. La seconde suite, intitulée Star Wars: Rogue Squadron III - Rebel Strike, paraît à partir d'octobre 2003 dans le monde. Elle intègre de nouvelles phases de jeu au sol et une version française voit le jour. Ce troisième volet reçoit des critiques moins bonnes que ses prédécesseurs, notamment à cause des nouvelles phases de jeu et totalise une moyenne de notes de 76,61 % sur GameRankings.
En outre, Star Wars: Rogue Squadron possède une suite spirituelle, Star Wars: Battle for Naboo, également sortie sur PC (Windows) et Nintendo 64, à partir de 2000,. L'intrigue se déroule durant les événements de Star Wars, épisode I : La Menace fantôme, où le joueur intègre les forces de sécurité royales de la planète Naboo dans une vingtaine de missions. La version Nintendo 64 du jeu reçoit un score agrégé de 82,21 % sur GameRankings, alors que la version PC est globalement décriée, avec un score de 57 %.